# Гойя (премия, 2003)
XVII церемония вручения премии «Гойя» состоялась 1 февраля 2003 года. Ведущие — Альберто Сан Хуан и Гильермо Толедо.

## Номинации

### Главные премии
| Лучший фильм | Лучший режиссёр |
| --- | --- |
| - Солнечные понедельники / Los lunes al sol - В городе без границ / En la ciudad sin límites - Другая сторона постели / El Otro lado de la cama - Поговори с ней / Hable con ella                                                                                 | - Фернандо Леон де Араноа — Солнечные понедельники / Los lunes al sol - Педро Альмодовар — Поговори с ней / Hable con ella - Антонио Эрнандес — В городе без границ / En la ciudad sin límites - Эмилио Мартинес Ласаро — Другая сторона постели / El Otro lado de la cama                               |
| Лучший актёр | Лучшая актриса |
| - Хавьер Бардем — Солнечные понедельники / Los lunes al sol - Хавьер Камара — Поговори с ней / Hable con ella - Хуан Луис Гальярдо — Дон Кихот / El caballero Don Quijote - Санчо Грасия — 800 пуль / 800 balas                                                   | - Мерседес Сампьетро — Публичные места / Lugares comunes - Ана Фернандес — История поцелуя / Historia de un beso - Адриана Осорес — Ничья жизнь / La Vida de nadie - Леонор Уотлинг — Моя мама любит женщин / A mi madre le gustan las mujeres                                                           |
| Лучший актёр второго плана | Лучшая актриса второго плана |
| - Луис Тосар — Солнечные понедельники / Los lunes al sol - Хосе Коронадо — Ячейка 507 / La caja 507 - Карлос Иполито — История поцелуя / Historia de un beso - Альберто Сан Хуан — Другая сторона постели / El Otro lado de la cama                               | - Джеральдин Чаплин — В городе без границ / En la ciudad sin límites - Мария Эстеве — Другая сторона постели / El Otro lado de la cama - Мар Регерас — Злоба / Rencor - Тина Сайнс — История поцелуя / Historia de un beso                                                                               |
| Лучший оригинальный сценарий | Лучший адаптированный сценарий |
| - Публичные места — Адольфо Аристараин and Kathy Saavedra / Lugares comunes - Дон Кихот — Мануэль Гутьеррес Арагон / El caballero Don Quijote - Чары Шанхая — Фернандо Труэба / El embrujo de Shanghai - Ты вернёшься — Антонио Чаварриас / Volverás              | - В городе без границ — Энрике Брасо и Антонио Эрнандес / En la ciudad sin límites - Солнечные понедельники — Фернандо Леон де Араноа и Игнасио дель Мораль / Los lunes al sol - Комната для курения — Рохер Гуаль и Хулио Вальовитс / Smoking Room - Поговори с ней — Педро Альмодовар / Hable con ella |
| Лучший мужской актёрский дебют | Лучший женский актёрский дебют |
| - Хосе Анхель Эхидо — Солнечные понедельники / Los lunes al sol - Роберто Энрикес — Нетерпеливый алхимик / El alquimista impaciente - Карлос Иглесиас — Дон Кихот / El caballero Don Quijote - Гильермо Толедо — Другая сторона постели / El Otro lado de la cama | - Лолита Флорес — Злоба / Rencor - Нив де Медина — Солнечные понедельники / Los lunes al sol - Клара Лаго — Путешествие Кэрол / El viaje de Carol - Марта Этура — Ничья жизнь / La Vida de nadie |
| Лучший иностранный фильм на испанском языке | Лучший европейский фильм |
| - Последний поезд / El último tren • Уругвай - Тайна отца Амаро / El crimen del padre Amaro • Мексика - Удачный день / Un día de suerte • Аргентина - Ничто / Nada • Куба                                                                                         | - Пианист / The Pianist • Великобритания/Польша - Госфорд парк / Gosford Park • Великобритания - Итальянский для начинающих / Italiensk for begyndere • Дания - Неотразимая Марта / Bella Martha • Германия                                                                                              |
| Лучший режиссёрский дебют | Лучший мультипликационный фильм |
| - Рохер Гуаль и Хулио Вальовитс — Комната для курения / Smoking Room - Эдуард Кортес — Ничья жизнь / La Vida de nadie - Даниэла Фейерман и Инес Парис — Моя мама любит женщин / A mi madre le gustan las mujeres - Рамон Саласар — Камни / Kövek — Stones         | - Кевин в стране Драконов / Dragon Hill. La colina del dragón - Анхе. Легенда Пириней / Anjé. La leyenda del pirineo - Пришелец из космоса / El rey de la granja - Врата времени / Puerta del tiempo |

### Другие номинанты
| Лучшая операторская работа | Лучший монтаж |
| --- | --- |
| - Дон Кихот — Хосе Луис Алькайне / El caballero Don Quijote - Чары Шанхая — Хосе Луис Лопес-Линарес / El embrujo de Shanghai - История поцелуя — Рауль Перес Куберо / Historia de un beso - За нами смотрят — Нестор Кальво / Nos miran | - Ячейка 507 — Анхель Эрнандес Соидо / La caja 507 - 800 пуль — Алехандро Ласаро / 800 balas - Аро Толбухин: Разум убийцы — Эрнест Бласи / Aro Tolbukhin. En la mente del asesino - Солнечные понедельники — Начо Руис Капильяс / Los lunes al sol |
| Лучшая работа художника | Лучший продюсер |
| - Чары Шанхая — Сальвадор Парра / El embrujo de Shanghai - Дон Кихот — Феликс Мурсия / El caballero Don Quijote - Нетерпеливый алхимик — Рафаэль Пальмеро / El alquimista impaciente - История поцелуя — Хиль Паррондо / Historia de un beso | - Ячейка 507 — Fernando Виктория де Лесеа / La caja 507 - Путешествие Кэрол — Андрес Сантана / El viaje de Carol - Миротворцы — Хавьер Арсага / Guerreros - Чары Шанхая — Луис Гутьеррес / El embrujo de Shanghai |
| Лучший звук | Лучшие спецэффекты |
| - Другая сторона постели — Альфонсо Пино, Пелайо Гутьеррес, Хосе Винадер и Gilles Ortion / El Otro lado de la cama - Ячейка 507 — Луис де Вечиана, Альфонсо Пино и Лисио Маркос де Оливейра / La caja 507 - Тьма — Сальва Майолас, Дани Фонтродона и Марк Орс / Darkness - Поговори с ней — Мигель Рехас, Хосе Антонио Бермудес, Мануэль Лагуна, Роса Ортис и Диего Гарридо / Hable con ella | - 800 пуль — Хуан Рамон Молина, Феликс Бергес и Рафаэль Солорсано / 800 balas - Самая большая кража когда бы то ни было — Рауль Романильос, Феликс Бергес и Карлос Мартинес / El robo más grande jamás contado - Поговори с ней — Давид Марти, Монтсе Рибе и Хорхе Кальво / Hable con ella - Миротворцы — Реес Абадес, Эмилио Руис и Аурелио Санчес Эррера / Guerreros |
| Лучшие костюмы | Лучший грим |
| - Чары Шанхая — Лала Уэте / El embrujo de Shanghai - Каллас навсегда — Анна Анни, Алессандро Лаи и Альберто Спьяцци / Callas Forever - Путешествие Кэрол — Лена Моссум / El viaje de Carol - История поцелуя — Гумерсиндо Андрес / Historia de un beso | - Чары Шанхая — Грегорио Рос и Репито Вес / El embrujo de Shanghai - Лисистрата — Хемма Планчадель и Моника Нуньес / Lisístrata - История поцелуя' — Пака Альменара, Алисия Лопес и Антонио Паниса / Historia de un beso - Когда часы пробили 13 — Сусана Санчес и Маноло Карретеро / Trece campanadas                                                                 |
| Лучшая музыка | Лучшая песня |
| - Поговори с ней — Альберто Иглесиас / Hable con ella - 800 пуль — Роке Баньос / 800 balas - В городе без границ — Виктор Рейес / En la ciudad sin límites - Моя мама любит женщин — Хуан Бардем / A mi madre le gustan las mujeres | - «Sevillana Para Carlos» — Роке Баньос — Саломея / Salomé - «Ojos de Gacela» — Эва Ханседо и Раша — Вы будете гореть со мной / Arderás conmigo - «Un Lugar Más Allá» — Эмилио Алькесар — Кевин в стране Драконов / Dragon Hill. La colina del dragón - «Human Monkeys» — Наджва Нимри и Карлос Хан — Миротворцы / Guerreros                                           |
| Лучший короткометражный фильм | Лучший короткометражный мультипликационный фильм |
| - Нечего терять / Nada que perder - Пугало / El espantapájaros - История отшельника / Historia de un búho - Сегодня — ты, завтра — я / Hoy x ti mañana x mí - Одним больше, одним меньше / Uno más, uno menos | - Сеньор Тряпка / Sr. Trapo - Чёрный — цвет богов / El negre és el color dels déus - ТВ / TV |
| Лучший документальный фильм | Лучший короткометражный документальный фильм |
| - Эффект Игуасу / El efecto Iguazú - Бальсерос / Balseros - Из Саламанки в никуда / De Salamanca a ninguna parte - Птицы / Le peuple migrateur | - Туннель № 20 / Túnel número 20 - Ховард Хоукс Сан Себастьян, 1972 / Howard Hawks San Sebastián, 1972 - Мармадрид / Marmadrid |

## Премия «Гойя» за заслуги
- Мануэль Александре